# Homalium streimannii
Homalium streimannii är en videväxtart som beskrevs av L.A. Craven. Homalium streimannii ingår i släktet Homalium och familjen videväxter. Inga underarter finns listade i Catalogue of Life.